# (4023) Jarník
(4023) Jarník – planetoida z pasa głównego asteroid okrążająca Słońce w ciągu 3 lat i 125 dni w średniej odległości 2,23 j.a. Została odkryta 25 października 1981 roku w Obserwatorium Kleť w pobliżu Czeskich Budziejowic przez Ladislava Brožka. Nazwa planetoidy pochodzi od Vojtěcha Jarníka (1897–1970), czeskiego matematyka i profesora Uniwersytetu Karola w Pradze. Przed jej nadaniem planetoida nosiła oznaczenie tymczasowe (4023) 1981 UN.